# Julius Thomsen
Pour les articles homonymes, voir Thomsen.
Hans Peter Jörgen Julius Thomsen (16 février 1826 - 13 février 1909) est un chimiste danois.

## Biographie
Thomsen est né à Copenhague, ville dans laquelle il passe toute sa vie. De 1847 à 1856, il enseigne la chimie à l'institut de technologie, dont il assure par la suite la direction de 1883 à 1892. De 1856 à 1866, il est nommé au lycée militaire, puis en 1866 il obtient un poste de professeur de chimie à l'université, poste qu'il occupe jusqu'à la fin de ses recherches en 1891. Thomsen est connu pour ses recherches dans le domaine de la thermochimie, qui lui valent la Médaille Davy en 1883. De 1869 à 1882, il détermine notamment la chaleur absorbée ou émise dans un grand nombre de réactions chimiques, dont des réactions de formations de sels, des oxydations, des réductions et lors de la combustion de composés organiques. De 1882 à 1886, il publie ses résultats en quatre volumes sous le titre Thermochemische Untersuchungen, qu'il résume dans un volume en anglais sous le titre Thermochemistry en 1908. Outre ses recherches en thermochimie, il met au point en 1857 un procédé de fabrication de soude à partir de cryolithe importée du Groenland.
L'un de ses frères, Carl August Thomsen (1834–1894), était maître de conférences en chimie appliquée à l'institut de technologie de Copenhague, et son autre frère Thomas Gottfried Thomsen (1841–1901) était assistant au laboratoire de chimie de l'université jusqu'en 1884, date à laquelle il abandonna la science pour la religion.
Il fut président de l'Académie royale danoise des sciences et des lettres de 1888 à 1909.